# Il vaso di Pandora (film 1929)
Il vaso di Pandora (Die Büchse der Pandora), anche conosciuto con il titolo Lulu - Il vaso di Pandora, è un film tedesco del 1929 diretto da Georg Wilhelm Pabst ed interpretato da Louise Brooks. Il ritratto dato dalla Brooks di una giovane donna seducente e disinibita, dalla sfrenata sessualità e dall'irresistibile malizia, che inesorabilmente porta alla rovina gli uomini che di lei si innamorano, rese l'attrice una vera star.

## Trama
1888. Lulù, ex fioraia, vuole fare carriera nel mondo del varietà, e per questo è l'amante del dott. Schön. Tuttavia questi, a conoscenza delle sue numerose relazioni, decide di lasciarla per sposare Charlotte Marie Adelaide. Alwa, figlio di Schön e innamorato di Lulù, la scrittura per uno spettacolo. Durante la prima, il dott. Schön viene sorpreso da Charlotte tra le braccia di Lulù e, per questo, decide di sposare quest'ultima.
Tuttavia, durante la festa di matrimonio, Schön, ingelosito dalla presenza del vecchio Schigolch (che Lulù indica come padre) nella camera da letto nuziale, afferra la pistola e, nella disputa che ne segue con Lulù, viene da lei accidentalmente ucciso. Processata, Lulù viene giudicata colpevole, ma Alwa - in combutta con la contessa Anna Geschwitz, anche lei attratta da Lulù - crea un diversivo e fugge con lei.
In treno i due vengono però riconosciuti e ricattati dal marchese Casti-Piani, che li conduce in una bisca clandestina a bordo d'un battello in Francia, tenendoli in ostaggio e minacciando di consegnarli alla polizia. Casti-Piani vuole vendere Lulù a un egiziano, fatto che spinge Alwa, Schilgoch e Lulù a fuggire nuovamente, rifugiandosi a Londra. Ridottisi in miseria, Lulù decide di prostituirsi per sfamare se stessa e gli amici, finendo vittima di Jack lo squartatore.

## Produzione
Il film, sceneggiato da Laszlo Wajda, è ispirato alle due tragedie di Frank Wedekind Lo spirito e la terra e Il vaso di Pandora.
Per il ruolo di Lulù Pabst preferì, contro il parere di tutti, l'americana Louise Brooks alla tedesca Marlene Dietrich.
(Louise Brooks)

## Temi
Il vaso di Pandora di Pabst rappresenta sullo schermo, probabilmente per la prima volta, l'attrazione lesbica del personaggio della contessa Geschwitz nei confronti di Lulù. Il film infatti mostra esplicitamente questa attrazione in varie scene, sia durante il ballo del matrimonio che nella gelosia espressa dallo sguardo dell'attrice Alice Roberts. La contessa è una delle "vittime" del fascino di Lulù, e per lei si rovina, così come si distruggeranno tutti gli uomini attratti dal suo charme. Tuttavia l'attrazione della contessa rimarrà "sterile", irrealizzata.
La Roberts era anche consapevole del rischio di identificazione in cui sarebbero cadute lei e Louise Brooks nell'interpretare due personaggi lesbici: era convinta che impersonando una lesbica, molti spettatori si sarebbero convinti che lei lo fosse veramente, e per questo motivo era inizialmente contraria ad interpretare un personaggio omosessuale. Louise Brooks invece dichiarò di averne preso coscienza soltanto molto più tardi.

## Versione francese
In Francia il film venne significativamente modificato al montaggio, rendendo la contessa Geschwitz un'amica d'infanzia di Lulù, così da smorzare la morbosità del rapporto ambiguo tra le due donne. Inoltre Lulù viene dichiarata innocente al processo per l'omicidio del marito, e manca del tutto la scena di Jack lo squartatore, poiché il film termina con Lulù che si unisce all'esercito della Salvezza.

## Distribuzione
- Germania: Die Büchse der Pandora, 30 gennaio 1929 (Berlino, première)
- Stati Uniti: Pandora's Box, 1º dicembre 1929 (New York)
- Giappone: 22 febbraio 1930
- Finlandia: Pandoran lipas, 17 luglio 1984 (prima TV)
- Germania: Die Büchse der Pandora, 19 febbraio 1998 (riedizione)
- Argentina: La caja de Pandora, 21 aprile 2002 (Buenos Aires)
- UK: Pandora's Box, 8 dicembre 2006 (riedizione)

## Curiosità
- Per il ruolo della protagonista in un primo momento era stata presa in considerazione anche Marlene Dietrich, che però venne scartata in quanto ritenuta "troppo vecchia" per il personaggio di Lulù (la Dietrich aveva all'epoca ventisette anni) e "meno fresca" rispetto alla Brooks.[3]
- Ai due drammi di Wedekind sono ispirati anche un film del 1921 di Arzén von Cserépy, Lulù del 1962 di Rolf Thiele con Nadja Tiller, e Lulu di Borowczyk del 1980; Alban Berg ne trasse invece un'opera lirica teatrale incompiuta, che fu di ispirazione a Lou Reed e ai Metallica per l'album Lulu del 2011.
- Nel 1991 il gruppo musicale inglese OMD ha dedicato a Louise Brooks e a questo film la canzone intitolata Pandora's Box; nel videoclip del brano sono mostrati alcuni spezzoni del film.
- I tratti fisici di Lulù hanno ispirato nel 1965 il fumettista Guido Crepax per il suo personaggio Valentina, una donna spregiudicata e inquieta.
- Natalie Merchant ha scritto e cantato un brano "Lulu" dedicato all'attrice. Il video ufficiale brano contiene diverse scene del film.